# Simona Migliotti
Simona Migliotti (...) è una scenografa italiana.

## Carriera
Simona Migliotti ha lavorato come scenografa soprattutto con il regista Pupi Avati. Per un film diretto da quest'ultimo, Il cuore altrove, è stata candidata al David di Donatello 2003 per il migliore scenografo.

## Filmografia
- Il bosco 1 (1988), regia di Andrea Marfori, (arredatrice)
- Fantozzi - Il ritorno (1996), regia di Neri Parenti, (assistente decoratore)
- Mamma per caso (1997), serie televisiva, regia di Sergio Martino, (arredatrice)
- Oscar per due (1998) (TV), regia di Felice Farina, (assistente direttore artistico)
- La balia (1999), regia di Marco Bellocchio, (arredatrice)
- I giudici - Vittime eccellenti (1999) (TV), regia di Ricky Tognazzi, (arredatrice)
- Padre Pio (2000) miniserie televisiva, regia di Carlo Carlei, (arredatrice)
- Vipera (2001), regia di Sergio Citti, (arredatrice)
- Francesco (2002) miniserie televisiva, regia di Michele Soavi, (arredatrice)
- La collezione invisibile (2003), regia di Gianfranco Isernia, (scenografa)
- Il cuore altrove (2003), regia di Pupi Avati, (scenografa)
- La rivincita di Natale (2004), regia di Pupi Avati, (scenografa)
- Le avventure acquatiche di Steve Zissou (2004), regia di Wes Anderson, (set scenografie)
- Ma quando arrivano le ragazze? (2005), regia di Pupi Avati, (scenografa)
- La seconda notte di nozze (2005), regia di Pupi Avati, (scenografa)
- Roma (2005) (disegnatrice), 3 episodi, regia di Michael Apted:
  - "An Owl in a Thornbush"
  - "How Titus Pullo Brought Down the Republic"
  - "The Stolen Eagle"
- Il treno per il Darjeeling (2007), regia di Wes Anderson, (set scenografie)

## Riconoscimenti
- Nomination ai David di Donatello 2003 come migliore scenografo per Il cuore altrove
- Ciak d'oro
  - 2000 - Migliore scenografia per La balia